# (7409) 1990 BS
1990 بي أس (ويعرف أيضًا باسم (7409) 1990 بي أس وفق تسمية الكوكب الصغير) (بالإنجليزية: 1990 BS)‏ هو كويكب ضمن حزام الكويكبات؛ وترتيبه 7409 من حيث الاكتشاف.
اكتُشف هذا الجُرم الفلكي بواسطة هيروشي موري في 21 يناير 1990.

## وصلات خارجية
- (7409) 1990 BS في قاعدة بيانات مختبر الدفع النفاث لأجرام النظام الشمسي الصغيرة

- الاكتشاف · مخطط المدار ·  العناصر المدارية · المعلمات المادية

- (7409) 1990 BS على موقع ويكي سكاي: DSS2, SDSS, GALEX, IRAS, Hydrogen α, X-Ray, Astrophoto, Sky Map, Articles and images